# Giorno dell'indipendenza della Bielorussia
Il Giorno dell'Indipendenza della Repubblica di Bielorussia (in bielorusso Дзень Незалежнасці Рэспублікі Беларусь?) è la festa nazionale della Repubblica di Bielorussia.
Il giorno dell'indipendenza della Bielorussia viene celebrata ogni anno il 3 luglio. 
Il 3 luglio 1944 fu celebrata la liberazione di Minsk, capitale della Bielorussia, dalla Wehrmacht durante l'offensiva di Minsk (codificata col termine "operazione Bagration") e oggi la ricorrenza ricorda soprattutto questo avvenimento nazionale. 
Nel contesto della Seconda guerra mondiale e dei vari avvenimenti che ne seguirono, nel quadro storico bielorusso, si distinse la figura del politico bielorusso Pëtr Mironovič Mašerov.
Dal 1991, la Giornata dell'Indipendenza è stata celebrata il 27 luglio, il giorno della Dichiarazione di Sovranità della Bielorussia. 
Il 10 dicembre 1991 il Soviet supremo della Bielorussia ha ratificato gli Accordi di Belavezha che hanno formalmente dichiarato la dissoluzione dell'Unione Sovietica. L'indipendenza è stata formalmente ricevuta il 26 dicembre 1991 in coincidenza con il crollo dell'Unione Sovietica.
La decisione di celebrare la Giornata dell'Indipendenza il 3 luglio, giorno della liberazione della Bielorussia dai nazisti, è stata proposta durante il referendum nazionale del 1996 proposto dal presidente Aljaksandr Lukašėnka. 
L'evento principale della ricorrenza nazionale è una solenne parata militare. In tutto il paese si svolgono celebrazioni e feste. La sera a Minsk vengono organizzati dei fuochi d'artificio.